# Matej Slapar
Matej Slapar, slovenski ekonomist in politik; * 17. september 1984. 
Trenutno je župan Občine Kamnik.

## Življenjepis
Rodil se je 17. septembra 1984 in odraščal v Mekinjah. V Kamniku je obiskoval osnovno in nato še srednjo šolo. Po maturi se je vpisal na Ekonomsko fakulteto Univerze v Ljubljani, kjer je leta 2010 diplomiral. Poklicno se je nato ukvarjal predvsem z mednarodnim trgovanjem.

### Lokalna politika
Leta 2006 je bil izvoljen za občinskega svetnika v Kamniku, med letoma 2010 in 2014 pa je bil tudi predsednik Krajevne skupnosti Mekinje. Leta 2014 se je na lokalnih volitvah kot kandidat Nove Slovenije potegoval za mesto župana. S 1.063 (9,02 %) je osvojil tretje mesto med osmimi kandidati. Ponovno izvoljeni župan Marjan Šarec ga je imenoval na mesto kamniškega podžupana, funkcijo je opravljal poklicno. Za župana je ponovno kandidiral leta 2018, ko se je s kandidatom LMŠ Igorjem Žavbijem uvrstil v drugem krogu, kjer je osvojil 6.276 glasov (60,56 %) in postal novi kamniški župan. V letu 2022 je v 1. krogu lokalnih volitev prejel 71,65 odstotka glasov. 

### Zasebno
Je poročen in živi v Mekinjah.